# Slivnica-See
Slivniško (deutsch: See von Slivnica, bisweilen auch Slivnica-See) ist ein künstlicher See mit einer Fläche von 8,5 km² auf dem Gebiet der Gemeinde Šentjur in der historischen Region Untersteiermark im Osten Sloweniens. Er liegt östlich der Ortschaft Gorica pri Slivnici auf einer Höhe von 300 m. i. J..
Das Gewässer wird vom Ločnica-Bach und vom Drobinski-Bach gespeist. Abfluss des Sees ist die Voglajna, die in Celje in die Savinja mündet.
Der See wurde 1976 für den Bedarf der Stahlindustrie in der Štore und als Hochwassersperre aufgestaut. Nachdem er aufgrund der technologische Entwicklung für industrielle Zwecke nicht mehr benötigt wurde, entwickelte man ihn als Gewässer für Fischerei und Tourismus. Es ist heute Heimat von mehr als 100 Vogelarten und etwa 32 Fischarten, Krabben, Schnecken, Fröschen und Muscheln.